# David P. Craig
David P. Craig, avstralski kemik, pedagog in akademik, * 23. december 1919, Sydney, Avstralija, † 1. julij 2015, Canberra, Avstralija.
Bil je profesor na Avstralski narodni univerzi v Canberri ter član Kraljeve družbe in Avstralske akademije znanosti; bil je tudi predsednik Avstralske akademije znanosti.